# Serra del Rossinyol
La Serra o Serrat del Rossinyol, és un contrafort del Montcau que arrenca en direcció nord i a mesura que avança, i baixa, va prenent la direcció nord-oest, fins al darrer tram, passat Talamanca, que gira pràcticament 90° i ja pren clarament la direcció de ponent.
Passa per aquesta serra, quasi en la seva totalitat, la carretera BV-1221, de Terrassa a Navarcles, que és la que mena als pobles de Mura i Talamanca. Baixant del Montcau, passa ran de les ruïnes del castell de Mura, que són a 701 m, i del turó de Cantacorbs, de 675 m. Després, pel coll de Baldric (619 m), de les Guixes (637 m), fins que arriba al poble de Talamanca (573 m). La carretera, i la serra, continuen cap al nord-oest, passant per la Rossena (588 m), Santa Magdalena de Talamanca (436 m), fins que, passada la masia de la Tatgera, la serra mor en l'entreforc de la riera de Talamanca i el torrent del Güell.
La serra del Rossinyol discorre totalment a l'interior dels termes de Mura i Talamanca.